# William Wilson Hunter
Sir William Wilson Hunter (Glasgow, 15 de juliol de 1840 – Oaken Holt, 6 de febrer de 1900) fou un historiador britànic, recopilador d'estadístiques, compilador i membre del Servei Civil de l'Índia. Va compilar diverses publicacions pel govern britànic, sent la seva obra principals l'Imperial Gazetteer of India; va escriure també algunes obres d'història de l'Índia. Fou vicepresident de la Royal Asiatic Society.